# Saint-Thibéry
Saint-Thibéry település Franciaországban, Hérault megyében. Lakosainak száma 3047 fő (2022. január 1.). Saint-Thibéry Bessan, Florensac, Montblanc, Nézignan-l’Évêque, Pézenas és Valros községekkel határos.

## Népesség
A település népessége az elmúlt években az alábbi módon változott:
| Lakosok száma | 1888 | 1874 | 2076 | 2271 | 2324 | 2491 | 2665 | 2807 | 2875 | 3047 |
|               | 1968 | 1982 | 1990 | 2006 | 2013 | 2015 | 2017 | 2019 | 2020 | 2022 |